# کوشین
کوشین (به چکی: Košín) یک منطقهٔ مسکونی در جمهوری چک است که در منطقه تابور واقع شده‌است.
 کوشین ۱٫۹۲ کیلومتر مربع مساحت و ۶۱ نفر جمعیت دارد و ۴۶۰ متر بالاتر از سطح دریا واقع شده‌است.